# 166974 Joanbinimelis
166974 Joanbinimelis este o planetă minoră (asteroid) din centura de asteroizi. A fost descoperită pe 24 iulie 2003 la Observatorul Astronomic din Mallorca⁠(d) de Observatorul Astronomic din Mallorca⁠(d). 
Obiectul prezintă o orbită caracterizată de o semiaxă mare de 2,2951817779 UAi, o excentricitate de 0,11081728447541, o înclinație de 6,3036989439431 ° în raport cu ecliptica.